# Ђуњано (Пистоја)
Ђуњано је насеље у Италији у округу Пистоја, региону Тоскана.
Према процени из 2011. у насељу је живело 42 становника. Насеље се налази на надморској висини од 267 м.